# Operación Caza de zorros
La Operación Caza de zorros (chino:猎狐专项行动; pinyin : Liè hú zhuānxiàng xíngdòng) es una operación global encubierta de la República Popular China cuyo supuesto objetivo es la lucha contra la corrupción bajo la administración del secretario general del Partido Comunista de China, Xi Jinping. Ha llevado al arresto de más de 40 de los 100 más buscados a nivel mundial. El programa ha sido acusado de apuntar a los disidentes chinos que viven en el extranjero para detener su activismo con el pretexto de devolver a ciudadanos chinos corruptos a China para enfrentar cargos criminales.

## Historia
La Operación caza de zorros se lanzó en junio de 2014. En el transcurso de seis meses durante 2015, «caza de zorros» repatrió a 680 personas a China.
En 2015, la operación obtuvo su primer gran éxito en Europa con el arresto y extradición de una mujer de apellido Zhang de Italia. Era la primera vez que un país europeo extraditaba a alguien a China por acusaciones de delitos financieros.
En marzo de 2017, los investigadores provenientes de Ningxia y el personal de la embajada china de París “persuadieron con éxito” al fugitivo Zheng Ning para que volviera a casa, después de haber vivido en Francia durante tres años antes de su misteriosa desaparición. A pesar de un tratado de extradición entre Francia y China, los funcionarios franceses no fueron informados de la repatriación, lo que llevó a la inteligencia francesa a presentar una denuncia. Paul Charon, experto en China del Instituto de Investigación Estratégica del Ministerio de Defensa francés, dice: “También muestra un fenómeno mayor: la postura de endurecimiento del régimen de Pekín, que se atreve a llevar a cabo estas operaciones en el extranjero y burlarse de la soberanía de otros países.”
El Servicio de Inteligencia de Seguridad de Canadá (CSIS) reconoció públicamente a The Globe and Mail que China está utilizando amenazas e intimidación contra miembros de la comunidad sino-canadiense que son similares a las tácticas utilizadas en la Operación caza de zorros. El CSIS dijo que “estas tácticas también se pueden usar como tapadera para silenciar la disidencia, presionar a los opositores políticos e infundir un temor general al poder estatal sin importar dónde se encuentre una persona”.
Según Freedom House, se cree que el aparato de seguridad estatal y de inteligencia chino, compuesto por el Ejército Popular de Liberación (EPL), el Ministerio de Seguridad Pública (MPS) y el Ministerio de Seguridad del Estado (MSS), juegan un papel clave en la coordinación de «caza de zorros». El MPS es la policía nacional de China y la agencia de contrainteligencia interna responsable de la aplicación de la ley y el MSS es responsable de la contrainteligencia extranjera. Se alega que el MPS maneja la repatriación de los sospechosos de corrupción a territorio chino, mientras que se cree que el MSS es responsable de atacar y manejar a los disidentes políticos en el extranjero y el EPL desempeña un papel en la guerra cibernética y las campañas de programa espía dirigidas a los disidentes en el extranjero.

### Operación Red del cielo
Anunciada en 2015, la Operación «Red del cielo» es un programa paralelo y simultáneo diseñado para aumentar la operación «caza de zorros» mediante la restricción de los flujos financieros de cuadros que han huido al extranjero y mediante la recuperación de ganancias corruptas. South China Morning Post informa que el programa "irá más lejos" que las cacerías humanas anteriores a través de la coordinación de múltiples agencias gubernamentales para cortar la exfiltración de activos estatales y corruptos en el extranjero.

## Uso de prohibiciones de salida
El Partido Comunista Chino bajo Xi Jinping ha seguido una política de prohibiciones de salida contra disidentes, activistas políticos, así como familiares de parientes y sospechosos de corrupción que han huido al extranjero, con el propósito de coaccionar a los fugitivos que han huido al extranjero para que regresen a China para enfrentar el enjuiciamiento. Los familiares de los sospechosos acusados de corrupción por las autoridades chinas, en particular los ciudadanos chino-estadounidenses y otros ciudadanos chinos en el extranjero, con frecuencia son detenidos en los aeropuertos sin explicación y el personal de Inspección de Inmigración de China les informa que no pueden salir debido a que un miembro de su familia es buscado en corrupción, malversación u otros cargos.
En agosto de 2017, se impidió que el yerno y la esposa del funcionario presuntamente corrupto Xu Weiming: Daniel Hsu y Jodie Chen salieran de China, lo que obligó a su hija de 16 años a regresar sola a los Estados Unidos. En abril de 2019, se levantó la prohibición de salida de Chen después de escribir una petición a las autoridades chinas para convencer a su suegro de regresar a los Estados Unidos. Las autoridades chinas levantaron la prohibición de salida que permitía a Chen regresar a los Estados Unidos, sin embargo, Hsu permaneció detenido dentro de China. En noviembre de 2021, se levantó la prohibición de salida de Hsu y se le permitió regresar a su hogar en los Estados Unidos.
En noviembre de 2018, dos ciudadanos sino-estadounidenses, Victor y Cynthia Liu, fueron detenidos por la Inspección de Inmigración de China y se les impidió salir del país. Las autoridades chinas alegaron que su padre y exfuncionario del Banco de Comunicaciones de propiedad estatal, Liu Changming, era buscado por cargos de malversación de fondos. La madre de la pareja y ciudadana estadounidense naturalizada, Sandra Han, también fue detenida presuntamente en una cárcel negra por las autoridades de seguridad pública chinas. En septiembre de 2021, un informe del South China Morning Post confirmó que se habían levantado las prohibiciones de salida contra Victor y Cynthia y que a la pareja se le había permitido regresar a casa.
El levantamiento de las prohibiciones de salida contra ciudadanos estadounidenses en China en 2021 se produjo poco después de que se llegara a un acuerdo entre Estados Unidos y el gobierno chino en relación con el caso de extradición de Meng Wanzhou en el que Meng, hija y directora financiera del director ejecutivo de Huawei, Ren Zhengfei, fue arrestada por fraude electrónico e incumplimiento de las sanciones estadounidenses contra Irán en diciembre de 2018. En 2021, a Meng se le permitió llegar a un acuerdo de enjuiciamiento diferido en el que afirmaría la exactitud de una declaración de hechos que aseguraba que sus acciones equivalían a una violación de las sanciones y el fraude de los Estados Unidos mantener su declaración inicial de inocencia. El momento en que se levantaron las prohibiciones de salida y la liberación de lo que efectivamente eran rehenes generó sospechas sobre si se había producido una especie de "acuerdo". La secretaria de prensa de la Casa Blanca, Jen Psaki, negó las afirmaciones de un "intercambio de prisioneros", afirmando que el caso de Meng Wanzhou era un "asunto legal" supervisado por fiscales independientes del Departamento de Justicia.

## Respuesta estadounidense
En 2015, la administración del presidente Barack Obama protestó por el uso de agentes de inteligencia encubiertos como parte de la Operación Caza de zorros. En 2020, el director de la Oficina Federal de Investigaciones (FBI), Christopher A. Wray, pronunció un discurso en el Instituto Hudson de Nueva York, donde habló extensamente sobre «Caza de zorros» y dijo que el propósito de Fox Hunt es la represión política, no la lucha contra la corrupción. Según Wray, a los objetivos se les da la opción de regresar a China o suicidarse. Wray también afirmó que los objetivos de la operación fueron obligados a cumplir mediante el arresto de familiares y amigos en China que fueron utilizados como palanca para ejercer presión psicológica contra los objetivos. Wray dijo: “Estas no son las acciones que esperaríamos de un estado-nación responsable. En cambio, es más como algo que esperaríamos de un sindicato criminal organizado.”
En septiembre de 2020, el FBI arrestó al oficial de policía de Nueva York Baimadajie Angwang, de origen chino, quien se había infiltrado en la comunidad tibetana.
En octubre de 2020, cinco personas fueron arrestadas por el FBI en relación con su participación en la Operación Fox Hunt y acusadas de conspiración para actuar como agentes ilegales de la República Popular China (RPC) y conspiración para cometer acoso interestatal e internacional. Otras tres personas, que se cree que se dieron a la fuga a China, fueron acusadas de delitos similares.
En julio de 2021, un gran jurado federal acusó a nueve personas por actuar y conspirar para actuar en los Estados Unidos como agentes ilegales de la República Popular China y participar y conspirar para participar en acoso interestatal e internacional. Dos de esos nueve también fueron acusados de obstrucción a la justicia y conspiración para obstruir la justicia. Seis de los nueve habían sido acusados previamente en el caso de octubre de 2020 y en una acusación de mayo de 2021; la acusación formal de julio de 2021 está reemplazando (asumiendo el papel de la acusación anterior). Se alega que los individuos vigilaron, acosaron, acecharon y obligaron a los residentes estadounidenses a regresar a China, a veces amenazando a los miembros de la familia si no cumplían. El Departamento de Justicia acusa a Tu Lan, fiscal de la Fiscalía Popular de Hanyang y uno de los acusados, de dirigir la campaña de vigilancia y posterior destrucción de pruebas para obstruir la investigación estadounidense sobre sus actividades. Uno de los objetivos de los presuntos conspiradores está acusado de haber aceptado sobornos como funcionario chino.
En julio de 2022, un gran jurado federal acusó a la ciudadana china Sun Hoi Ying (alias Sun Haiying) y a un actual agente del Departamento de Seguridad Nacional por actuar como agente del gobierno chino. El Departamento de Justicia acusó a los dos de participar en la represión transnacional de los disidentes con base en los EE. UU. para "silenciar, hostigar, desacreditar y espiar a los residentes con base en los EE. UU. por ejercer su libertad de expresión". El gran jurado acusó a Craig Miller, un agente actual del DHS, y al exagente del DHS Derrick Taylor, por destruir pruebas y supuestamente acceder a bases de datos confidenciales del gobierno para obtener información con el fin de reprimir a los disidentes locales.
En octubre de 2022, el Departamento de Justicia reveló los cargos relacionados con 7 ciudadanos chinos y los acusó en una investigación relacionada con «caza de zorros». Dos fueron arrestados en Nueva York. Los ciudadanos chinos fueron acusados de vigilancia y acoso en una campaña para obligar a un residente estadounidense a repatriarse a China.